# Girolamo Segato
Girolamo Segato (Sospirolo, 13 giugno 1792 – Firenze, 3 febbraio 1836) è stato un cartografo, naturalista ed egittologo italiano.

## Biografia
Girolamo Segato nacque da Benedetto e Giustina Lante nell'ex Certosa di S. Marco a Vedana (presso San Gottardo di Sospirolo), dove la famiglia conduceva un'azienda agricola per conto dei patrizi Erizzo.

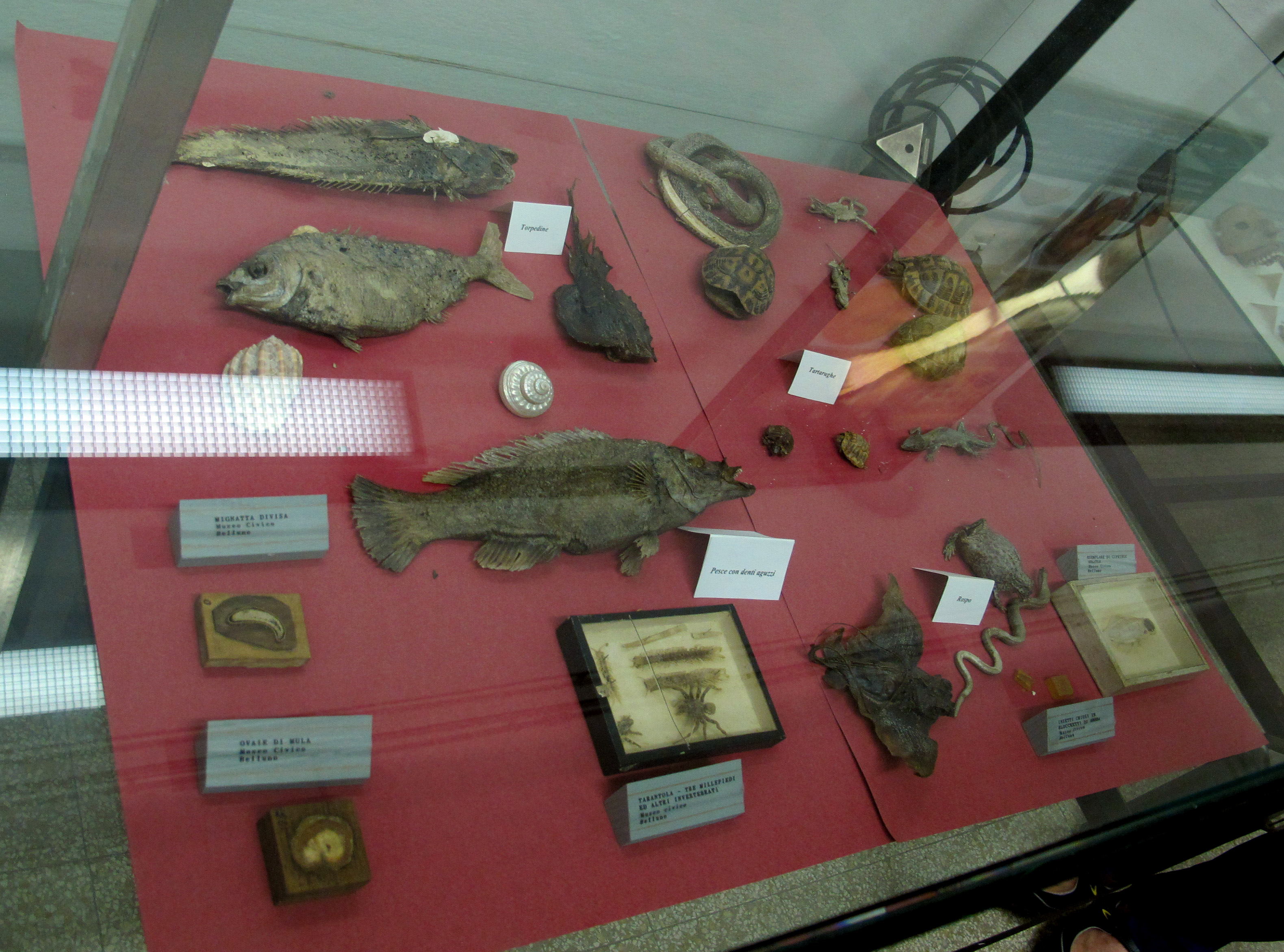
Preparati di Girolamo Segato nel Museo di Anatomia Normale dell'Università di Firenze

Da bambino si dimostrò poco socievole e riflessivo, ma comunque vivace ed esuberante: passò l'infanzia a diretto contatto con la natura e apprese i primi rudimenti di scienze dal parroco di Sospirolo, don Antonio Bagini. Passò poi un breve periodo come contabile a Treviso, per poi ritornare agli studi nel liceo di Belluno, dove ebbe come insegnante Tomaso Antonio Catullo.
A partire dal 1818 partecipò a diverse spedizioni archeologiche in Egitto, divenendo quindi anche egittologo, interessato alle tecniche della mummificazione. Si fece calare anche in un pozzo dentro la grande piramide a gradoni di Saqqara e ne riuscì dopo tre giorni. Come tipico dei viaggiatori dell'epoca, lasciò il suo nome graffito sui monumenti che visitò: un esempio è sul tempio di Dendur, oggi al Metropolitan Museum di New York. Gran parte del materiale derivante dagli studi intrapresi durante questi viaggi fu perduta.

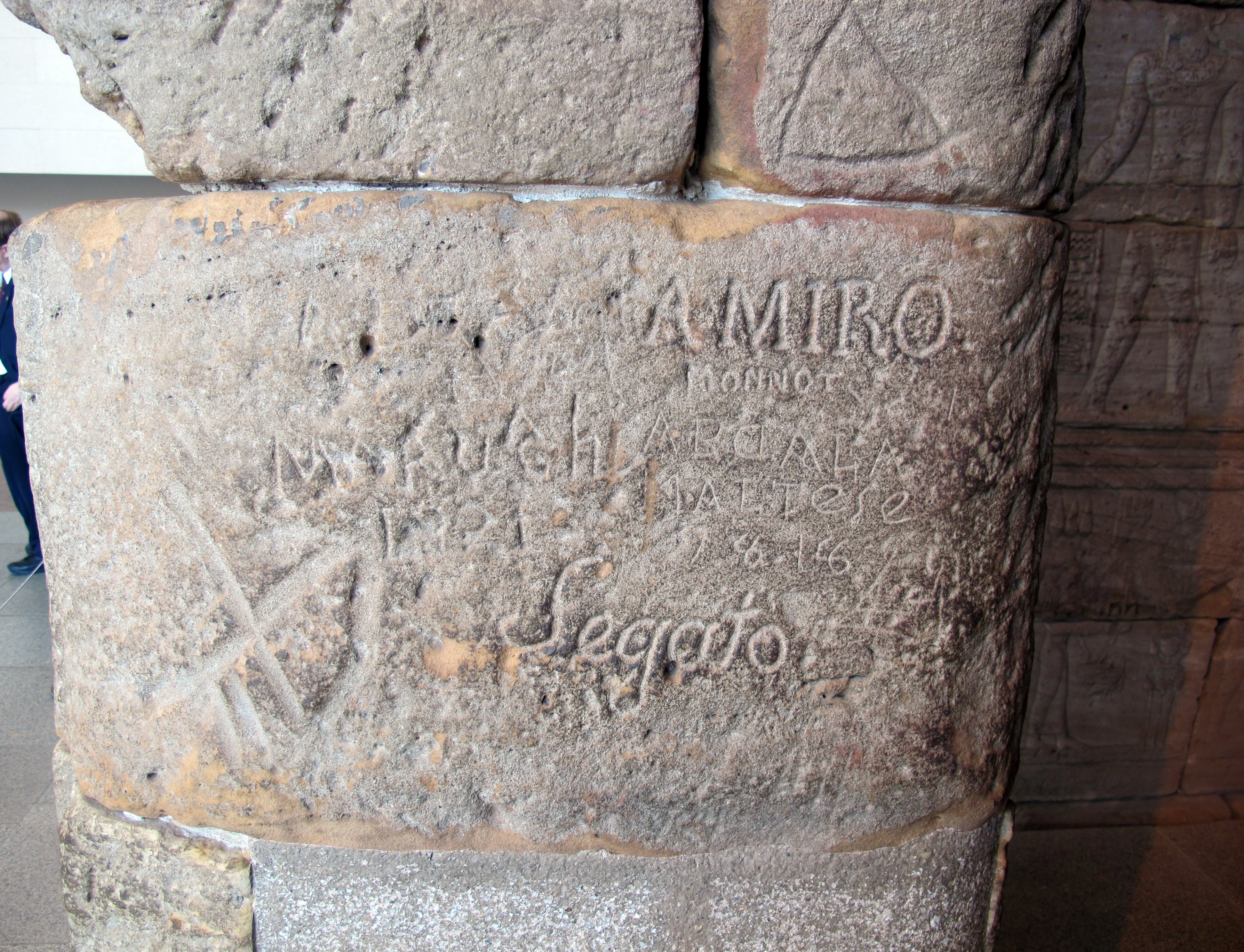
La firma di Segato sul tempio di Dendur, oggi a New York

Al suo ritorno in Italia dall'Egitto, nel 1823, si stabilì a Firenze. Qui decise di approfondire i suoi studi di egittologia, concentrandosi sulle tecniche di imbalsamazione. In quegli anni mise a punto una particolare tecnica, in parte simile alla mummificazione, ma assolutamente unica: consisteva in una mineralizzazione, impropriamente chiamata "pietrificazione". La particolarità di questo processo consiste nella conservazione dei colori originali dei tessuti trattati, i quali mantengono anche la loro consistenza ed elasticità. Segato applicherà questa sua tecnica a decine di preparati, soprattutto parti di anatomia umana e verrà per questo motivo soprannominato Il Pietrificatore. Ancora oggi presso l'Università degli studi di Firenze si possono trovare reperti pietrificati perfettamente conservati, come pure presso la Reggia di Caserta: il piano del tavolo esposto nella Sala dell’Estate, negli Appartamenti Storici della Reggia è anch'esso realizzato con la stessa tecnica.
Ostacolato dalla società del suo tempo, si sparse la diceria che avesse appreso le sue conoscenze dalla magia egiziana. Fu difeso da papa Gregorio XVI, suo concittadino. Infine, prima di morire, fu spinto a distruggere tutti i suoi appunti in seguito al rifiuto del Granduca di Toscana, al quale aveva offerto un tavolo di carne pietrificata, di finanziare le sue ricerche. Si portò quindi nella tomba il segreto della tecnica da lui messa a punto, la quale, nonostante i numerosi studi e tentativi di imitazione, resta tutt'oggi misteriosa. Si dice che in punto di morte volesse rivelare il suo segreto all'amico Pellegrini (soprannominato Pellegro), ma la morte lo colse anzitempo. Degli studi di Segato non ci rimangono che i campioni da lui pietrificati.
Morì nel 1836, a soli 44 anni, e fu sepolto, insieme ai suoi segreti, nella Basilica di Santa Croce; la sua lapide recita: "Qui giace disfatto Girolamo Segato, che vedrebbesi intero pietrificato, se l'arte sua non periva con lui. Fu gloria insolita dell'umana sapienza, esempio d'infelicità non insolito".

## Scritti

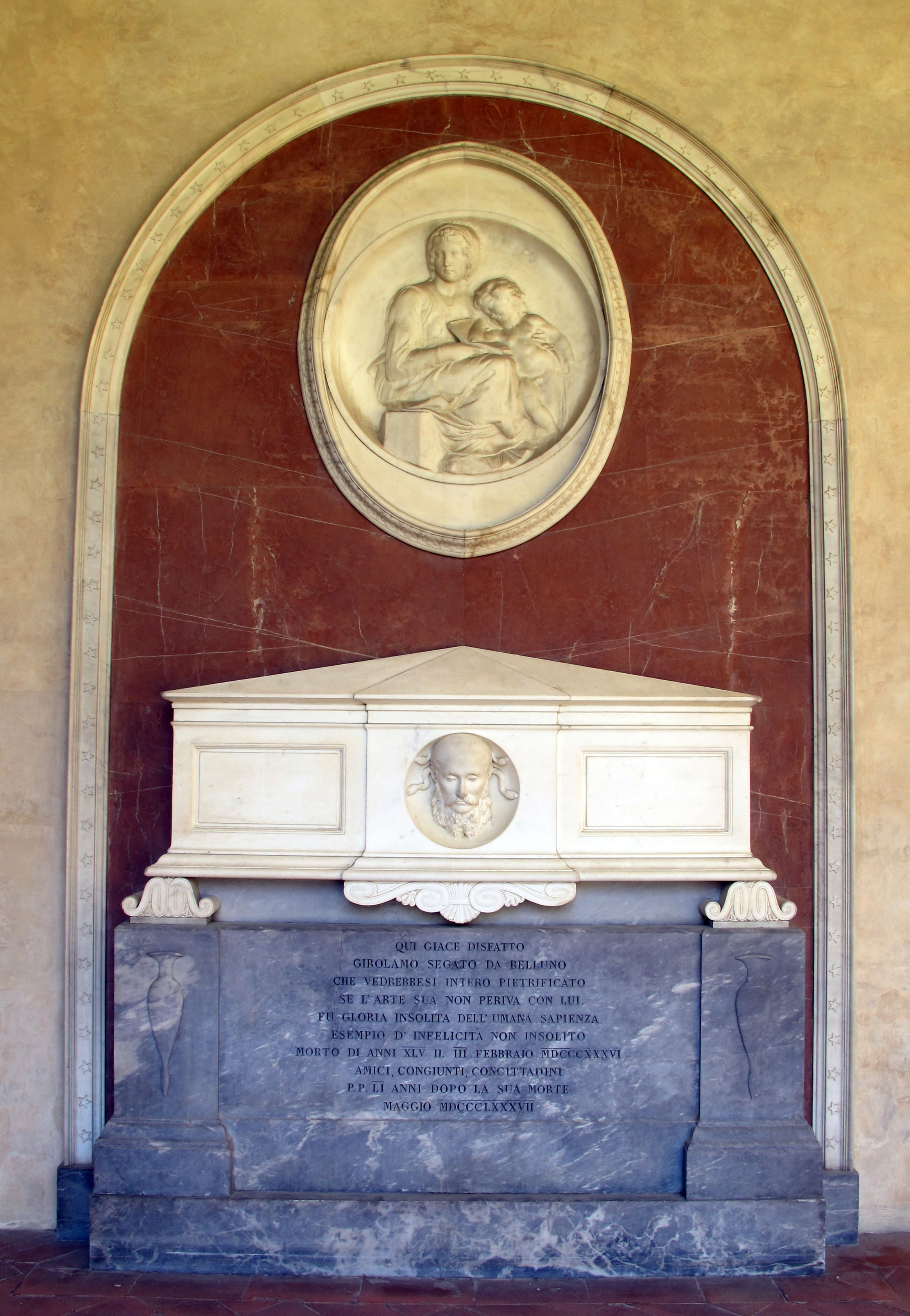
La tomba in Santa Croce, della scuola di Lorenzo Bartolini

- Saggi pittorici, geografici, statistici, idrografici e catastali sull'Egitto, dedicati a ... Carlo X re di Francia da Girolamo Segato e Lorenzo Masi, Firenze, presso gli editori coi tipi di Glauco Masi di Livorno, 1827;
- Carta geometrica della Toscana, accresciuta d'indicazioni ed incisa da Girolamo Segato, Firenze, 1832, carta geografica, 64x56 cm.;
- Atlante monumentale del Basso e dell'Alto Egitto, illustrato dal prof. Domenico Valeriani; e compilato dal fu Girolamo Segato coi disegni tratti dalle opere di Denon, della Commissione francese, di Gau, di Caillaud e di Rosellini e con quelli dello stesso compilatore eseguiti sul luogo, Firenze, P. Fumagalli, 1837-1838;